# Leandro Macedo
Leandro Macedo (Porto Alegre, 18 marzo 1968) è un ex triatleta brasiliano.

## Carriera
Ha vinto nel 1996 la medaglia di bronzo ai mondiali di triathlon di Cleveland.
Nel 1995 si è aggiudicato i Giochi Panamericani di Mar del Plata. Nel 2002 ha vinto, invece, i Giochi Sudamericani di Rio de Janeiro.
Ha partecipato sia alle Olimpiadi di Sydney del 2000, arrivando quattordicesimo, sia alle Olimpiadi di Atene del 2004, piazzandosi al 31º posto.

## Titoli
- Coppa del mondo di triathlon - 1991
- Campione panamericano di triathlon (Élite) - 1995
- Campione sudamericano di triathlon (Élite) - 2002